# Mimus thenca
La tenca chilena (Mimus thenca), también llamada sinsonte tenca, trenca o simplemente tenca, es una especie de ave paseriforme de la familia Mimidae. Es una especie casi endémica de la zona central de Chile, pero existe una pequeña población de la misma en la provincia argentina de Neuquén.
Es una especie de hábitat generalista, encontrándose en quebradas y cuencas de zonas desérticas, áreas semiáridas, praderas, pastizales, bosques abiertos o bordes de bosques más densos, sectores precordilleranos, granjas y parques urbanos, siendo rara vez avistada en zonas urbanas densamente pobladas o en bosques muy frondosos.

## Descripción

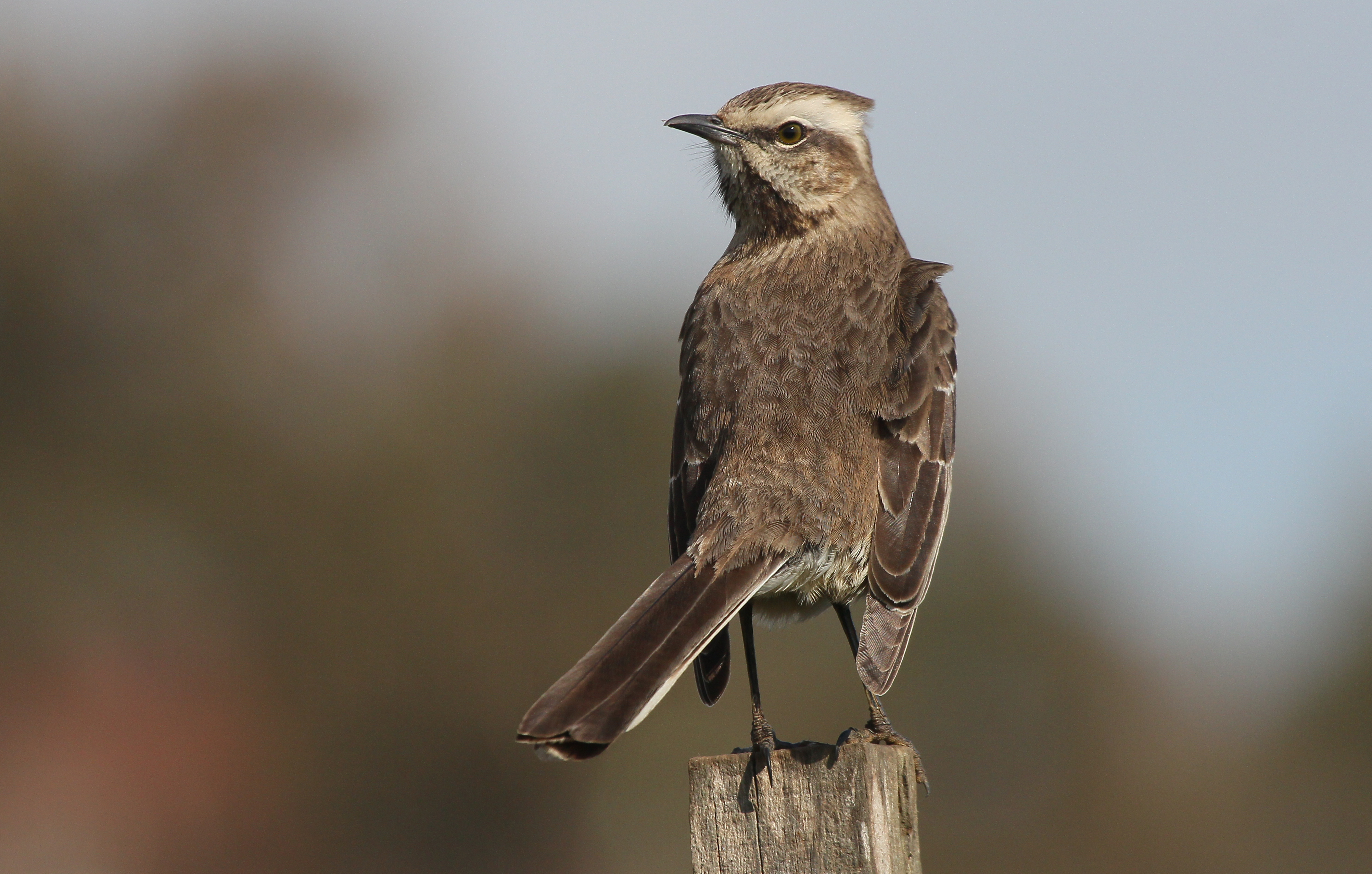
Tenca en Cartagena.

Son aves muy juguetonas y curiosas. Posee una longitud de unos 26 cm. Similar al zorzal en cuanto a tamaño, la tenca es más delgada y con la cola más larga. El plumaje es gris-pardo. Presenta una línea superciliar blanca. No existe dimorfismo sexual.
Su canto es similar al de otras tencas, repitiendo frases en series largas, que pueden ser dobles o triples, con notas más musicales, con sonidos guturales intercalados. Rara vez imita otros cantos.